# Antínoo
Antínoo (Bitinio-Claudiópolis, Bitinia, 27 de noviembre de entre 110 y 115-río Nilo, junto a Besa, 30 de octubre de 130) fue un joven griego de gran belleza, favorito y amante del emperador romano Adriano. Tras su muerte fue deificado y se le rindió culto. Muchos de los retratos que se hicieron de él se han conservado hasta nuestros días. Desde el Renacimiento hasta la actualidad, Antínoo ha sido muy representado en  el arte, especialmente en la escultura, y su enigmática figura ha captado la atención de numerosos artistas. 

## Vida y leyenda

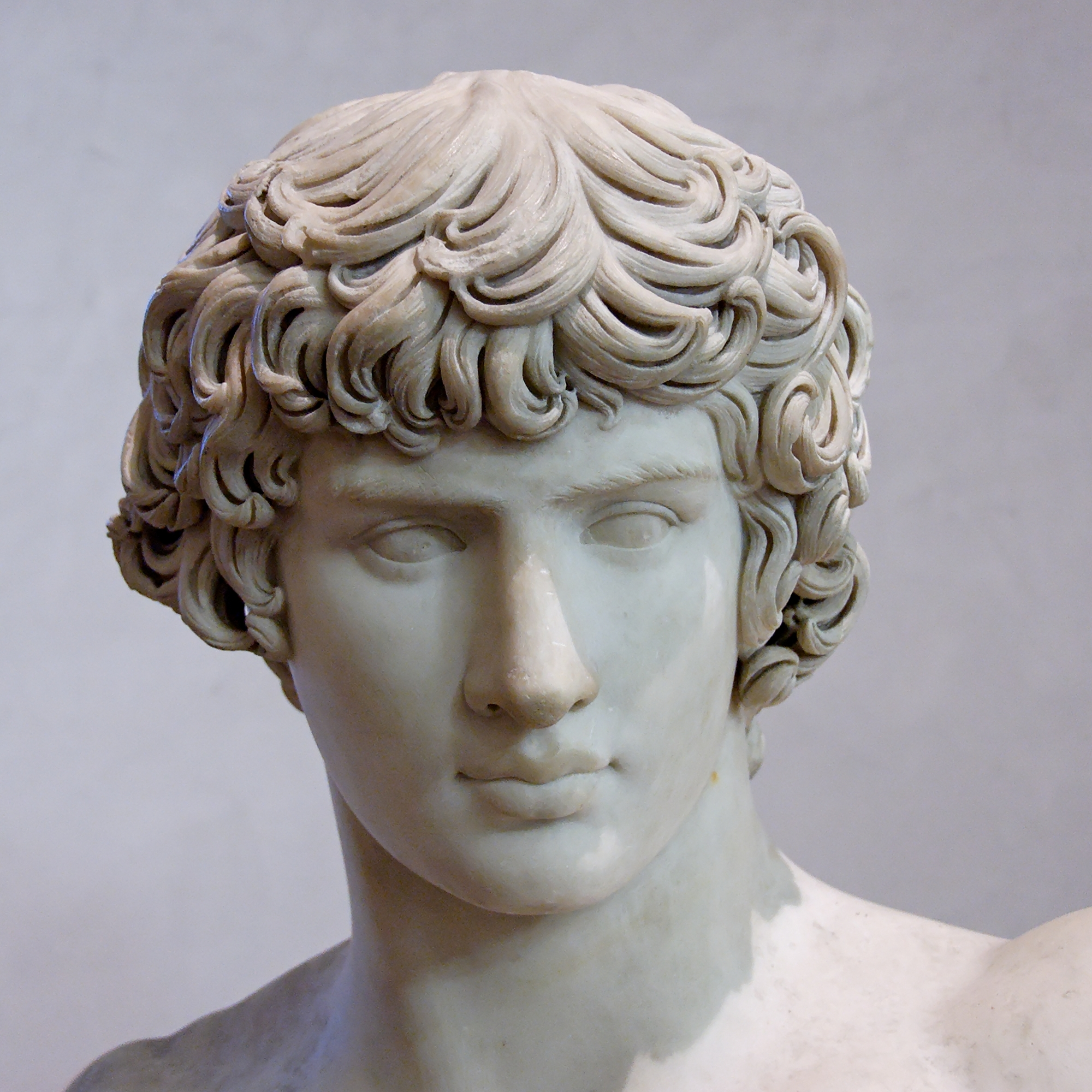
Busto de Antínoo de la Villa Adriana, en Tívoli. Actualmente en el Louvre.

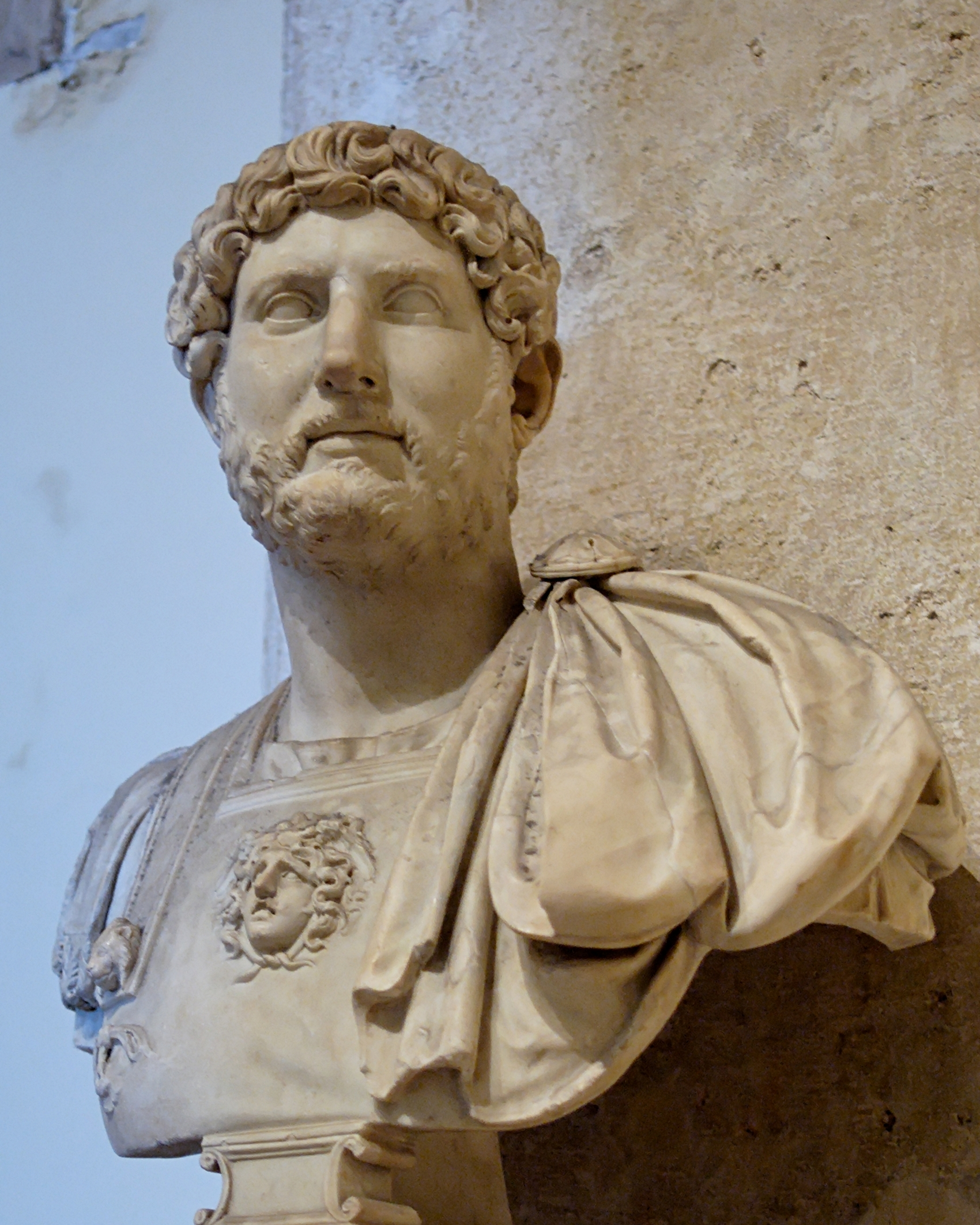
Busto de mármol de Adriano, del. Hoy en el Palazzo dei Conservatori.

Aunque Antínoo es en realidad un personaje muy poco conocido, su significado actual no depende tanto de los acontecimientos de su vida como de su enaltecimiento posterior, del que han llegado numerosos testimonios hasta nuestros días. Ya en la Antigüedad, los pocos datos auténticos acerca de su vida se mezclaron con leyendas. La fascinación que hasta hoy ejerce Antínoo se basa, fundamentalmente, en su relación con el emperador Adriano y en las numerosas obras de arte que fueron creadas en memoria suya. La personalidad que subyace a los escasos datos y las obras de arte no ha podido ser reconstruida mediante la investigación histórica.  
Se sabe con certeza que Antínoo nació en Bitinio-Claudiópolis, ciudad de la región de Bitinia, en el noroeste de Asia Menor, entre los años 110 y 115. Conocido en la historia como «el emperador viajero», Adriano quedó impresionado por el bello adolescente en uno de sus viajes. En la actualidad no puede precisarse si el primer encuentro entre los dos se produjo ya durante la primera estancia de Adriano en Bitinia, en 121, o en 123/124. Desde el momento de su encuentro, y hasta su muerte, Antínoo acompañó al emperador en todos sus viajes. 
Durante toda su vida, Adriano aspiró al ideal de vida griego. Según la visión que del mismo tenían los romanos, de este ideal de vida formaba parte la pederastia, en la cual el hombre adoptaba el papel de mentor del niño en todos los aspectos de la vida. La tradición cristiana y la interpretación moderna de la pederastia la reducen generalmente a su componente sexual. Por otro lado, se sabe que el emperador estaba descontento de su matrimonio con su esposa Vibia Sabina.
Sobre la naturaleza precisa de las relaciones entre Antínoo y Adriano la información es muy escasa. El poeta Páncrates de Alejandría, contemporáneo de Adriano, hace referencia a un hecho que tuvo lugar en el desierto de Libia. Según este autor, Adriano dio muerte a un león con una jabalina poco antes de que atacase a Antínoo. En el lugar en que la sangre del león goteó sobre la arena, habría surgido la «flor de Antínoo», el antinóeios (flor de loto de color rojo). Es imposible saber si el acontecimiento se basa en un hecho que tuvo lugar realmente o si se trata simplemente de un añadido posterior para embellecer la vida del personaje.   
También las circunstancias de la temprana muerte de Antínoo están entremezcladas con leyendas. Está firmemente establecido que el joven cayó al río Nilo el 30 de octubre de 130 o poco antes, cerca de la ciudad de Besa, en el Egipto medio, y se ahogó ante la mirada de Adriano. Dion Casio y Aurelio Víctor, que escribieron en fecha muy posterior, explican que las circunstancias de su muerte no estaban claras. Según una de las versiones recogidas por los historiadores, la muerte de Antínoo fue un accidente. Según otra versión, Antínoo se habría sacrificado por el emperador, para asegurarle, mediante este sacrificio, una vida larga y afortunada. Antínoo habría sabido por un astrólogo que su suicidio brindaría al emperador la posibilidad de seguir viviendo después del plazo que le había sido asignado por los hados. El autor de la biografía de Adriano en la Historia Augusta —una recopilación de biografías de emperadores escrita en la Antigüedad Tardía, cuyos datos deben ser utilizados con la mayor precaución— insinúa la posibilidad de que Antínoo pudiera haber decidido suicidarse para escapar a las proposiciones sexuales de Adriano. Retrospectivamente, no puede tampoco descartarse la hipótesis de una intriga palaciega. La esposa de Adriano no debió de quedar demasiado afligida por la muerte de su competidor.

## Culto religioso y juicios sobre Antínoo en la Antigüedad

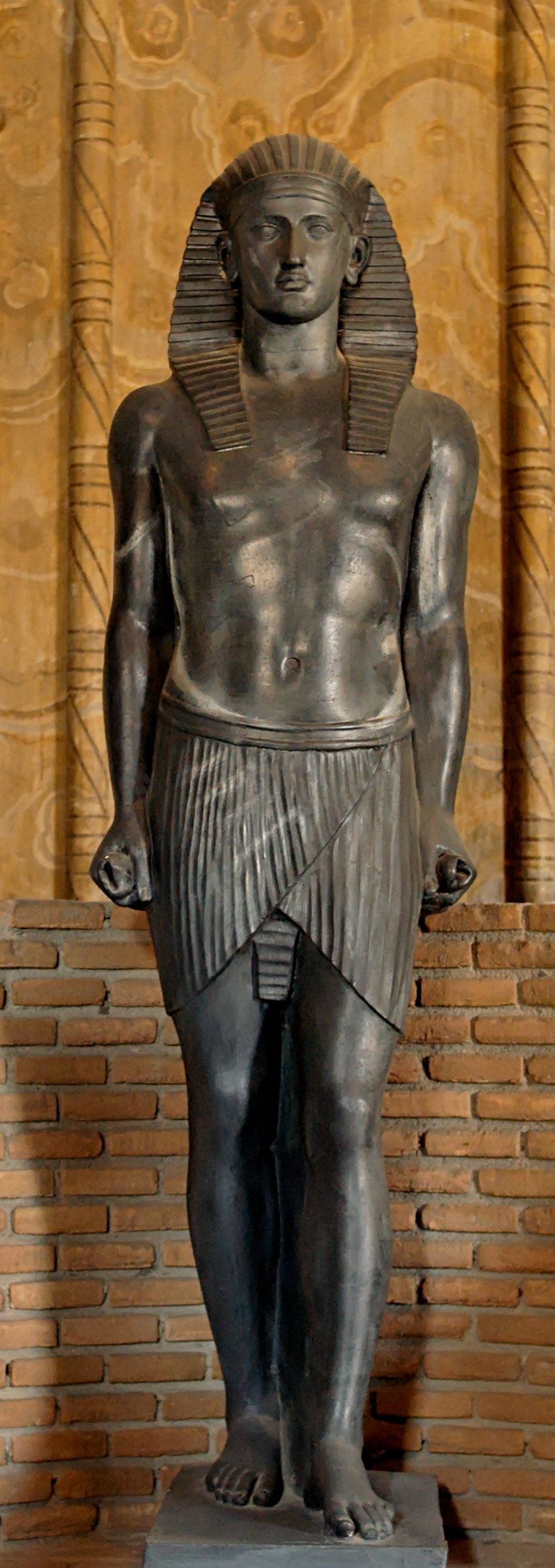
Antínoo como Osiris. Copia de una estatua perteneciente a la Colección Albani, segunda parte del reinado de Adriano, ca. 131-138 d. C. El original se exhibe en el Staatliche Sammlung Ägyptischer Kunst en Múnich.

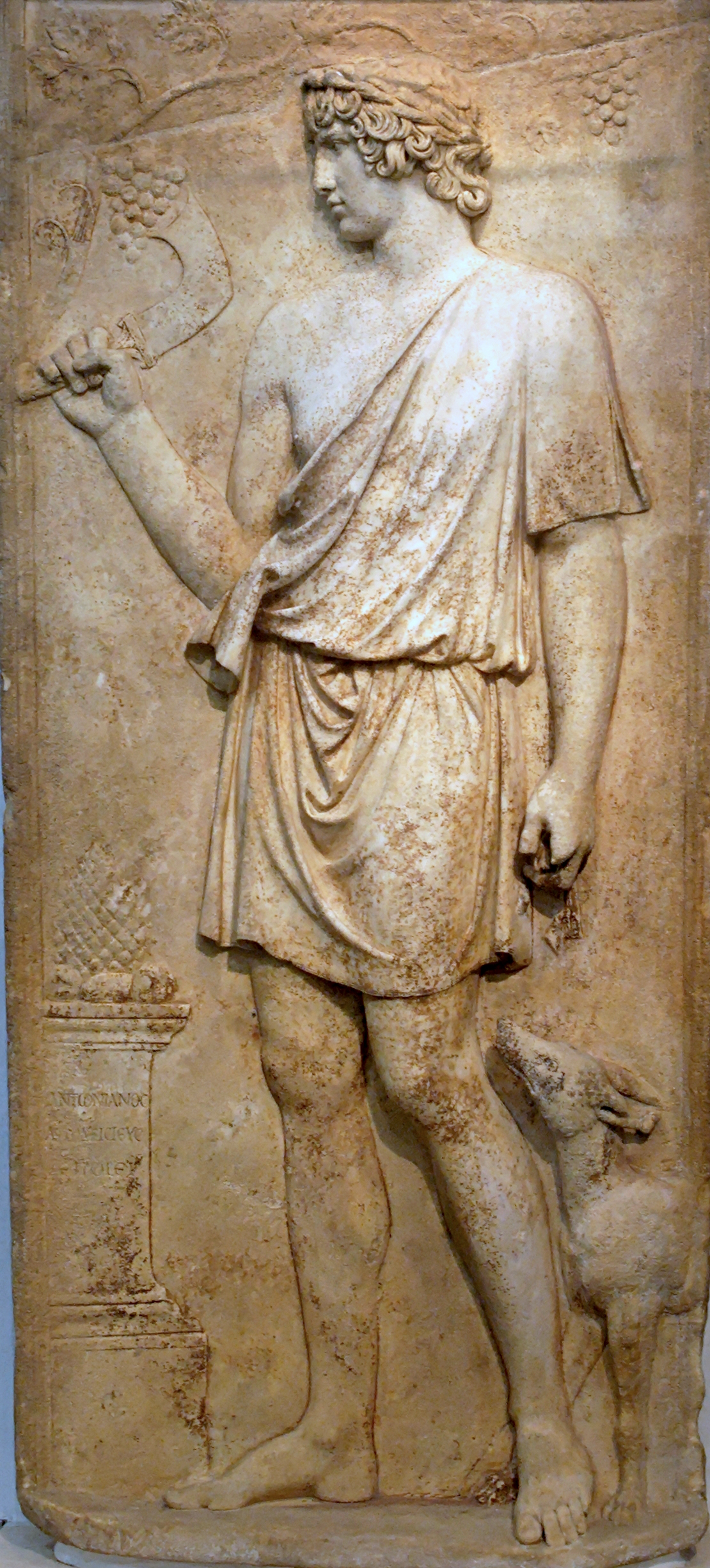
Relieve que muestra a Antínoo como Dioniso, hoy en el Palazzo Massimo alle Terme.

Inmediatamente después de su muerte, posiblemente incluso desde el mismo día en que esta tuvo lugar, Adriano, profundamente dolido, comenzó el enaltecimiento de su joven compañero. En el mismo escenario del infortunado acontecimiento, a orillas del Nilo, en el Egipto Medio, ordenó levantar, según el modelo helenístico, la ciudad de Antinoópolis o Antínoe. La ciudad y sus habitantes recibieron del emperador privilegios y favores completamente inusuales. En la misma ciudad se levantó también, posiblemente, el monumento funerario del favorito imperial. La construcción es mencionada en una inscripción jeroglífica sobre un obelisco hoy emplazado en Roma. Probablemente el obelisco estaba originalmente situado también en Antinoópolis, y simbolizaba el lugar del renacimiento del fallecido, según las creencias del Antiguo Egipto. 
Inmediatamente después de la muerte del joven, comenzó su adoración como divinidad o, al menos, como héroe. Los cultos a Antínoo se establecieron sobre todo en las provincias orientales del Imperio Romano, de fuerte impronta griega (en las provincias occidentales del imperio también se podía encontrar ese tipo de adoración, pero nunca consiguió establecerse con tanta fuerza). Esto se debió a varias razones. Ya desde el período helenístico existía la tradición de deificar a algunos hombres después de su muerte. Además, varias ciudades griegas deseaban halagar con ello al emperador amigo de los griegos. Antínoo fue asociado o identificado con dioses como Dioniso. En Egipto, su identificación con Osiris tuvo un significado especial. Solo la muerte por ahogamiento durante la crecida sagrada del Nilo ya implicaba para los egipcios la exaltación: también el dios Osiris se había ahogado en el Nilo, de acuerdo con la mitología egipcia, por lo cual la consagración del joven como «Osiris-Antínoo» u «Osirantínoo» no fue tan sorprendente. Como el gran dios, después de su deificación, Antínoo podía recibir plegarias y curar a los enfermos. 
En muchas de las ciudades del Imperio comenzó, poco después de la muerte de Antínoo, la erección de templos y la institución de sacerdocios para su culto. En su honor se organizaron unas competiciones musicales y deportivas, similares a los Juegos Panhelénicos, las Panateneas y los Ptolemaicos, las Antinóeia. Además de Antinoópolis y de la ciudad natal de Antínoo, Bitinio-Claudiópolis, fueron centros del culto de la nueva deidad las ciudades de Alejandría, en Egipto, y Mantinea, en la región griega de Arcadia, así como Lanuvium, en el Lacio. Allí se celebraban cada cuatro años los Grandes Juegos de Antínoo. Por todo el Imperio se han descubierto inscripciones en su honor, además de en Roma, por ejemplo en Lanuvium y en Tívoli. En numerosos lugares se erigieron estatuas y se acuñaron monedas con la efigie del difunto. El filósofo Numenio de Apamea escribió al emperador una Consolatio y los poetas Mesomedes, Ateneo y Páncrates compusieron poemas sobre Antínoo. Además hay constancia de otro poema de autor desconocido. Probablemente el punto más alto en la exaltación del joven de Bitinia llegó cuando se dio su nombre a una constelación. 
El culto de Antínoo alcanzó su máximo desarrollo en los años transcurridos entre su muerte (130) y la de su protector, Adriano (138). No ha llegado hasta nosotros cuál fue la opinión de los contemporáneos del emperador sobre este culto casi obsesivo. Sin embargo, la devoción parece haber sido en parte auténtica. En la parte oriental del Imperio, Antínoo era considerado un héroe a causa de su presunta muerte sacrificial en beneficio de su amigo y protector. Los primeros autores cristianos, sin embargo, lo vieron de forma enteramente distinta. No hicieron referencia ni a su supuesta muerte sacrificial ni a las misteriosas circunstancias de su muerte. Lo juzgaron, en cambio, de forma muy crítica, no exenta de polémica. Por una parte vieron en él a un infeliz (infelix) dios mítico creado por el hombre, y por otra, como a un efebo amante del emperador, objeto de sus prácticas homosexuales. Antínoo, sobre todo para los Doctores de la Iglesia del siglo IV, se convirtió en un símbolo de la corrupción moral romana y de la irracionalidad de su politeísmo. No obstante, algunos autores cristianos tardíos valoraron positivamente su sacrificio e incluso lo consideraron imagen de la muerte redentora de Jesucristo.

## Representaciones en el arte antiguo

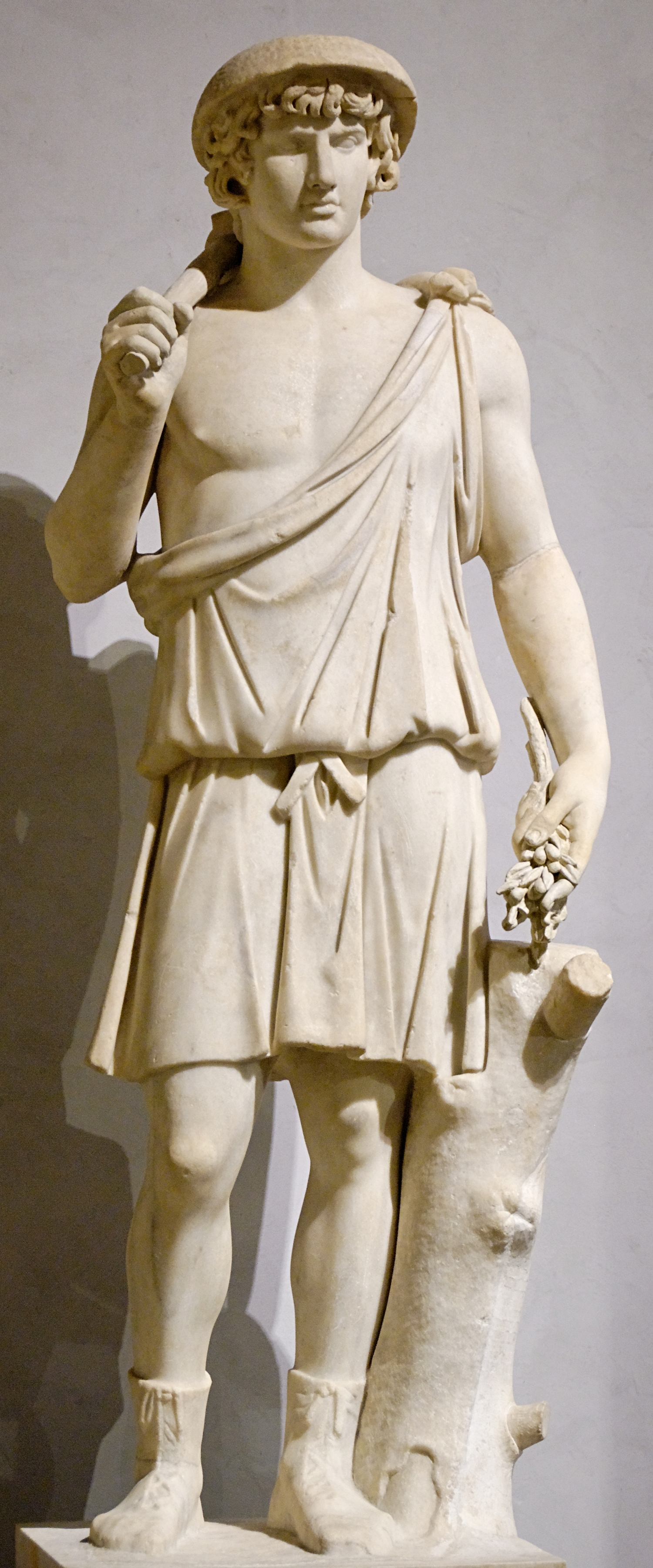
Antínoo como Aristeo, descubierto en el en Roma, hoy en el Louvre.

Aunque era bastante infrecuente que personas que no pertenecían a la familia imperial fuesen honradas de modo tan particular, existen todavía numerosos retratos de Antínoo. Esto es extraordinario sobre todo porque su culto se mantuvo en su apogeo solo durante los pocos años que mediaron entre su muerte y la de Adriano (130-138). No está claro si Antínoo fue retratado durante su vida: en cualquier caso, el hecho es que todos los retratos conservados son posteriores a su muerte. Solo en lo que se refiere a esculturas exentas, se conservan en la actualidad unos 100 retratos de Antínoo, a los que hay que añadir unas 250 representaciones en monedas y, además, sus apariciones en obras de arte menores (joyas, camafeos, bronces y similares). Si bien Antínoo no desempeñaba ningún cargo público y por lo tanto solo podía ser considerado un particular, sus retratos no tienen las características de los retratos privados. Además de por su elevado número, las obras son sorprendentes por su variedad iconográfica. Solo pueden encontrarse paralelos en los retratos imperiales romanos. Los diferentes tipos de retrato, tanto en la escultura como en la numismática, combinan diferentes aspectos de la propaganda imperial.

### Escultura
Las imágenes de Antínoo fueron modelos a imitar para la retratística de personajes jóvenes durante el siglo II. Muchas esculturas realizadas a lo largo de dicho siglo tomaron como referencia los retratos de Antínoo. Esta es una de las razones por las cuales no siempre es posible identificar con seguridad los retratos de Antínoo. 
Las esculturas se caracterizan por sus rasgos suaves, un tanto redondeados. Los labios son gruesos, pero la boca no es muy grande. La nariz es muy recta, y las cejas curvadas. La mirada es generalmente algo ausente y, sobre todo, melancólica. Especialmente llamativos son los rizos, que caen hasta la nuca. A primera vista, parecen caóticos; sin embargo, si se observan con atención, se descubre que siguen un orden riguroso. Según el tratamiento que se dé al cabello pueden distinguirse con facilidad dos estilos diferentes, el denominado tipo Mondragone, y el tipo egipcio. 

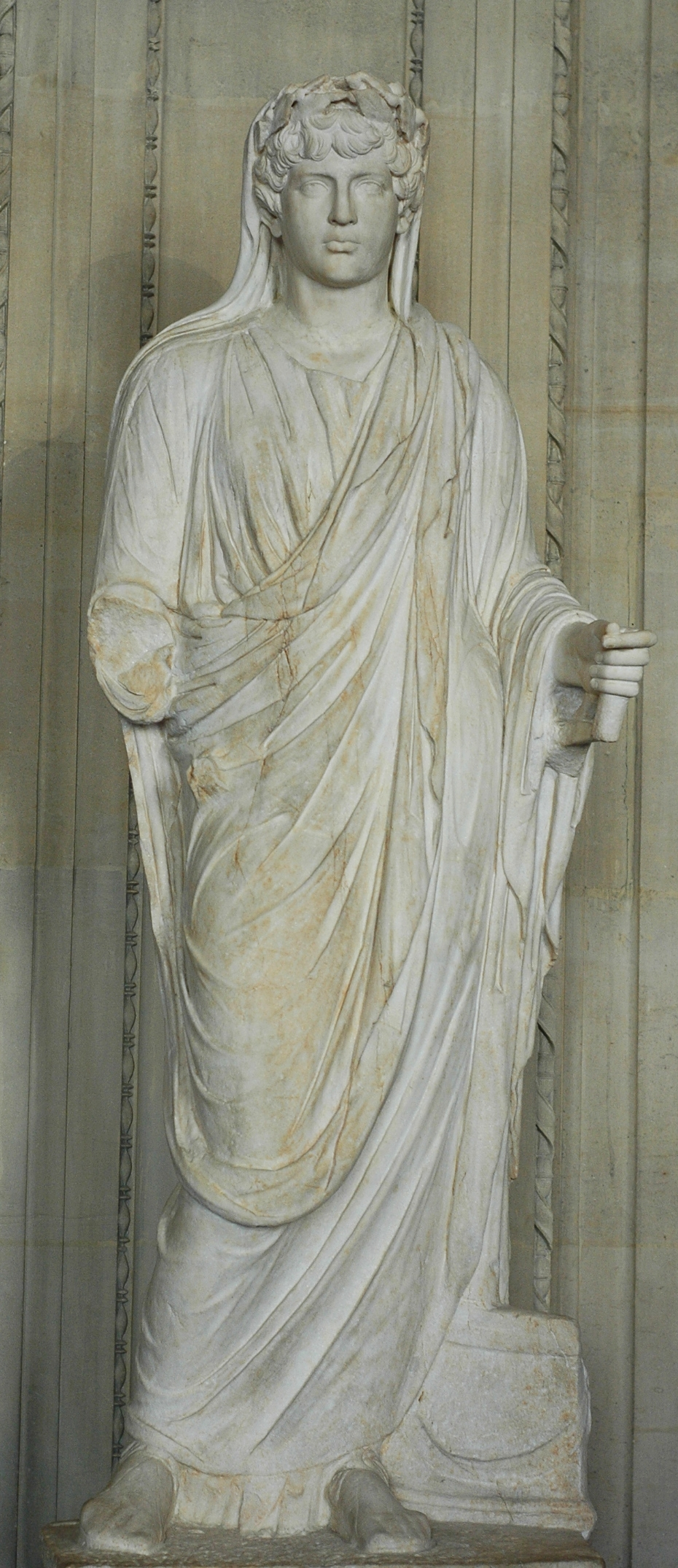
Antínoo como sacerdote del culto imperial, escultura descubierta en Cirene a mediados del, hoy en el Louvre.

Si bien los rostros de las estatuas se parecen mucho entre sí, en cuanto al resto del cuerpo existieron grandes variaciones. Se ha supuesto que el prototipo del que derivan las copias se basa en una estatua del estilo severo de la primera etapa del clasicismo griego. Puede ser que ese prototipo sea la escultura conocida como Apolo del Tíber. Del modelo clásico habrían tomado varias estatuas, por ejemplo, la posición erguida, el giro de la cabeza, y las proporciones, sobre todo del torso. Sin embargo, los retratos contienen también elementos que eran habituales en época de Adriano. Las formas son más anchas y más redondeadas, la frontalidad es muy acentuada y el torso está completamente erguido. En cuanto a lo anterior, los retratos de este tipo concuerdan con las tendencias más clasicistas de la escultura de la época de Adriano. Es evidente en estos retratos la fusión entre elementos del clasicismo y de la escultura de la época de Adriano: se intenta conjugar el ideal de la belleza juvenil en el retrato clasicista con detalles naturalistas. Mientras que los artistas griegos del período clásico no realizaban generalmente verdaderos retratos, sino imágenes idealizadas, aquí estas imágenes de belleza ideal se asocian con los verdaderos rasgos del difunto.  
A menudo las estatuas poseían los atributos de las divinidades con las cuales Antínoo debía ser identificado o fusionado. Además de Dioniso y Osiris, estos fueron, por ejemplo, Apolo, Hermes y Vertumno.

### Numismática
Desde 133/134 se acuñaron en diversas ciudades del oriente griego monedas con el retrato de Antínoo. De la parte occidental del Imperio, e incluso de la capital, Roma, no se conocen monedas en las que aparezca el joven bitinio. Las monedas pueden datarse de forma relativamente precisa, ya que en las acuñadas en Egipto figura la fecha local. Las últimas acuñaciones están documentadas en el año de la muerte del emperador (138). Puede afirmarse, por lo tanto, que fueron acuñadas monedas con la efigie de Antínoo durante un período máximo de cinco años. Esto demuestra, una vez más, cuán grande debió haber sido el dolor de Adriano, o la veneración por el joven en el Oriente, ya que en tan corto período se acuñaron 250 monedas diferentes. Generalmente, los anversos estaban reservados al emperador, miembros de la familia imperial o divinidades. Antínoo fue por lo tanto una particular excepción, que estaba justificada, sin embargo, por su apoteosis. 
Las acuñaciones de monedas de Antínoo tuvieron diversos centros, entre los que destacan la región de Arcadia, en Grecia, Bitinia, en Asia Menor, y Alejandría, en Egipto. Además, se emitieron monedas de elevada calidad en Esmirna. Las monedas se acuñaron exclusivamente en bronce. Pueden distinguirse tres tipos diferentes. En primer lugar existieron monedas de gran tamaño, con retratos finamente trabajados, que tienen casi la apariencia de medallas. El segundo tipo corresponde a monedas más pequeñas y ordinarias. En el tercero se integran monedas de muy pequeño tamaño y de inferior calidad. Generalmente, las monedas muestran en su anverso la cabeza o el busto de Antínoo. En la inscripción este es identificado como héroe o como dios. Las monedas de Alejandría y Tarso omiten esta inscripción, y señalan la condición divina del difunto mediante una corona HemHem o una estrella, símbolo de la naturaleza divina del personaje reproducido. 

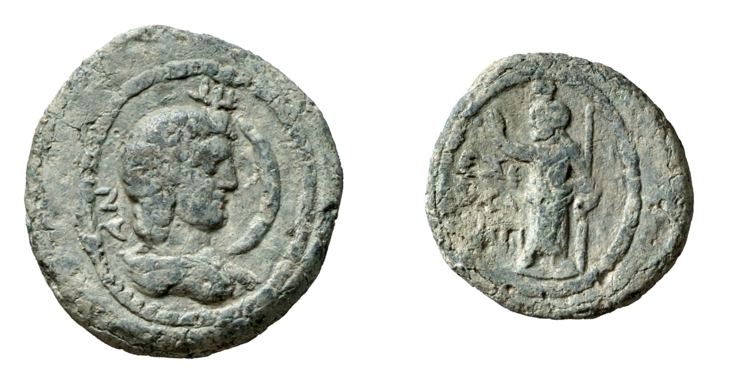
Tesela de plomo romana acuñada en Alejandría. Anverso: Antínoo con la corona HemHem y la luna creciente. Reverso: Serapis con Kalathos y cetro.

La uniformidad de los anversos contrasta con la mayor variedad iconográfica de los reversos. En las monedas acuñadas en Kyme, en Asia Menor, aparece Atenea en la cara posterior; en las emitidas en Tarso, Dioniso cabalgando sobre una pantera, una pantera sola o el dios río local Cidno. En Nicópolis se presenta una vista de los edificios y las puertas de la ciudad o un toro; este animal está también presente en las acuñaciones de Mitilene. En Arcadia se encuentra un toro en los reversos, y en Delfos un trípode. Más escasas son las referencias directas a Antínoo. En su ciudad natal se le ve al lado de un buey a la carrera, caracterizado como Antínoo-Hermes; en Tarso aparece como Dioniso-Osiris.
No en último lugar, estas acuñaciones debieron atraer la benevolencia del emperador, asegurándole la lealtad de las ciudades. Los fundadores de las ciudades son a menudo mencionados en las monedas acuñadas en ellas, lo que responde probablemente a una intención propagandística. Además de las monedas, se acuñaron teselas de plomo. 
Ya en la Antigüedad fueron muy apreciadas las monedas del primer tipo antes citado, semejantes a medallones. Se sabe que fueron reutilizadas en la Antigüedad como relojes de sol o espejos de mano. También se emplearon monedas como fichas de juego, lo que se reconoce por sus reversos fuertemente desgastados. Se han conservado también impresiones de las monedas en arcilla. Estas aplicaciones de terracota fueron aprovechadas como tablas votivas o como ornamentos para sarcófagos de madera. Todavía hoy estas monedas son piezas codiciadas por los coleccionistas. Se conocen también falsificaciones realizadas en el Renacimiento, denominadas paduanas.

## Recepción posterior
Casi en paralelo al redescubrimiento del arte antiguo, durante el Renacimiento se dio también un redescubrimiento de Antínoo. Al comienzo la atención estuvo centrada solo en su representación en el arte, y no en la persona o la leyenda del joven bitinio. Para este redescubrimiento fue decisivo que existiesen numerosas obras de arte en los dominios de la escultura y la numismática, justamente los ámbitos en que comenzó la investigación del arte antiguo. Además, se averiguó también muy pronto que el tipo de Antínoo representaba una muestra particularmente clásica de la escultura de la Antigüedad. Con el tiempo llegarían incluso a ser tomadas por retratos de Antínoo algunas estatuas que en realidad representaban a alguna otra divinidad. Dos de los más importantes retratos de Antínoo, que tuvieron una gran importancia en la recepción posterior de su imagen, son los conocidos como Antínoo del Belvedere, de los Museos Vaticanos, y Antínoo Capitolino, en el Museo Capitolino de Roma. 

### ElAntínoo del Belvederey elAntínoo Capitolino

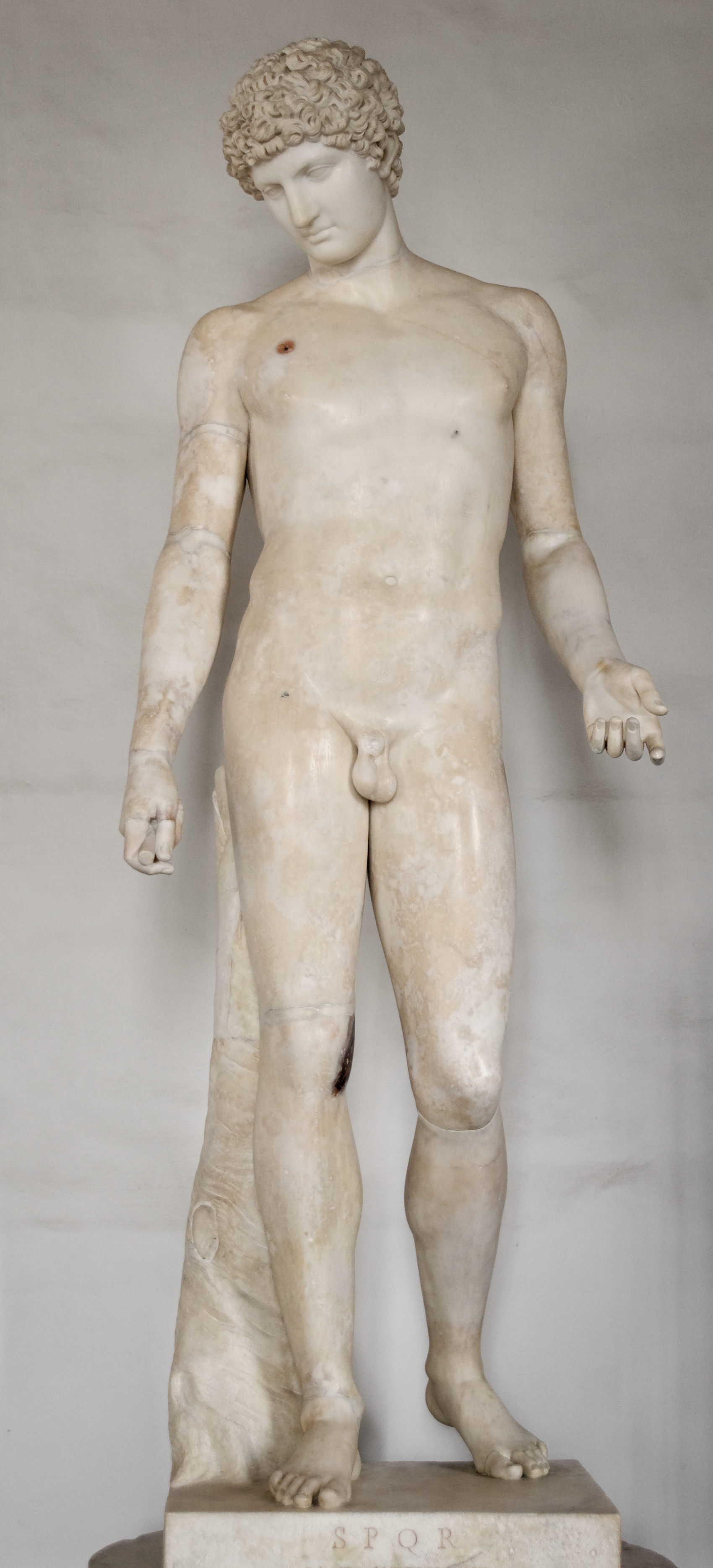
Antínoo Capitolino (Sala del Gladiador de los Museos Capitolinos).

El Antínoo del Belvedere es mencionado por primera vez en 1543, por lo que se cree que fue descubierto solo poco tiempo antes. Ulisse Aldrovandi escribió en 1556 que la estatua había sido descubierta en el Esquilino, en las proximidades de la iglesia de Santa Martino. Michele Mercati, por el contrario, anotó en la década de 1580 que la escultura había sido hallada en un jardín próximo al Castillo de Sant'Angelo. Nicolaus de Palis, en cuya propiedad había sido encontrada la estatua, fue el primero en mencionar por escrito el hallazgo, y vendió la escultura al papa Paulo III por diez mil ducados. La obra, muy apreciada por su belleza, fue colocada en el Patio del Belvedere del Vaticano, de donde toma el nombre por el que es conocida. Ya en 1545 se realizó el primer molde de la escultura. La estatua fue pronto identificada como un retrato de Antínoo; otras interpretaciones posibles, como la que la hacía imagen del genio de algún príncipe, no llegaron a prosperar. Durante los años siguientes, la estatua fue incorporada al canon universal del arte antiguo. Es mencionada en casi todas las obras importantes de la Edad Moderna. Artistas como Gian Lorenzo Bernini, François Duquesnoy y Nicolas Poussin aprendieron de ella las prácticas escultóricas de la Antigüedad. Las casas reales de Inglaterra, España y Francia ordenaron hacer copias en bronce o en mármol. Johann Joachim Winckelmann apreció la estatua por su belleza, aunque criticó ciertas imperfecciones en las piernas y el ombligo. Winckelmann interpretó equivocadamente la estatua como una representación de Meleagro. Sin embargo, también su identificación como Antínoo resultaría ser falsa, si bien la estatua fue de gran importancia para el estudio de los retratos de Antínoo. Ennio Quirino Visconti la interpretó a comienzos del siglo XIX como una representación de Mercurio. Esta identificación resultó convincente, y es la predominante hasta la actualidad. Después de que se descubriese en una tumba de la isla de Andros una estatua semejante, este tipo de estatuas es conocido con el nombre genérico de Hermes Andros-Farnesio.
Una importancia semejante tuvo el descubrimiento del Antínoo Capitolino, también llamado Antínoo Albani. Se encontraba, al menos desde 1733, en la colección privada del cardenal Alessandro Albani. En un catálogo que se ha conservado se dice que la estatua se cuenta entre las más destacadas obras de arte de la Antigüedad. En 1750 Pierre-Jean Mariette informaba de que la estatua habría sido olvidada en los treinta años anteriores si no hubiese sido reconocida como una imagen ideal para el estudio de las proporciones. El Antínoo del Belvedere y el Capitolino serían a menudo comparados tanto en su estética como en su estilo. Las opiniones resultado de la comparación de ambas estatuas fueron muy diversas. Duquesnoy y Poussin estudiaron también con detalle esta segunda estatua. Winckelmann opina varias veces y detalladamente en sus obras acerca de las diferentes representaciones de Antínoo, pero no, sin embargo, acerca del Antínoo Capitolino. Solo en una carta declara, incidentalmente, que no estimaba la estatua, a excepción de la cabeza. Al igual que el Antínoo de Belvedere, de esta estatua se hicieron numerosas copias. Entre otros lugares, una copia se hallaba en la corte francesa. Por toda Europa circularon, principalmente, reproducciones de menor tamaño. Sin embargo, también del Antínoo Capitolino pudo Ennio Quirino Visconti probar que no era en absoluto una representación de Antínoo, sino que se trataba, de nuevo, de una imagen de Hermes.

### ElAntínoo-Jonásy el relieve de Villa Albani

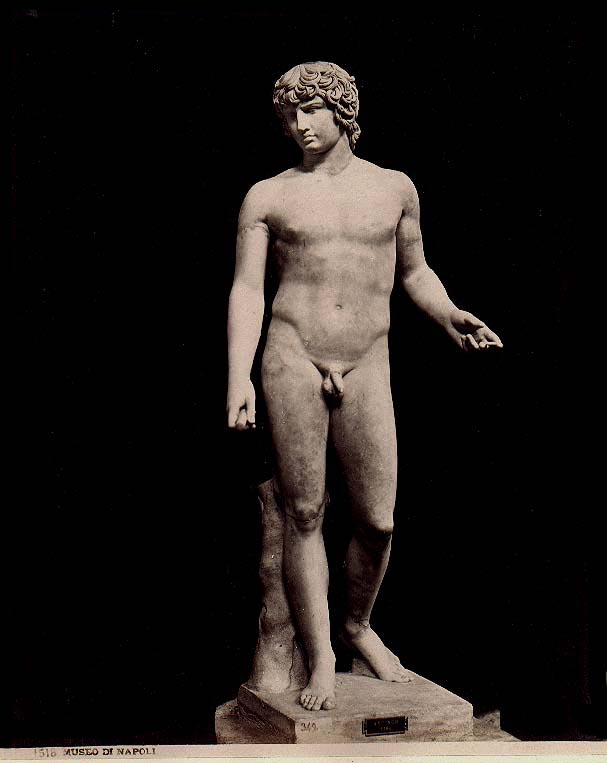
El Antínoo Farnesio, posible inspiración del Antínoo-Jonás (Museo Arqueológico Nacional de Nápoles).

Posiblemente, la imagen más significativa de Antínoo en la escultura posterior sea el llamado Antínoo-Jonás, de la Capilla Chigi, diseñada por Rafael a partir de 1513, y emplazada en la iglesia romana de Santa María del Popolo. Lorenzo Giovanni di Ludovico realizó, siguiendo un proyecto de Rafael, una estatua de Antínoo que utiliza los rasgos de la escultura antigua para representar a un personaje enteramente diferente. Rafael no escogió a ninguna divinidad del mundo clásico, sino al profeta bíblico Jonás, con lo cual cristianizó la figura de Antínoo. Jonás no es representado aquí como el habitual viejo profeta barbado, sino como un hombre joven, incluso un tanto endeble, que acaba de escapar de la muerte. Desnudo, solo arropado por una túnica, está sentado sobre la ballena. La obra está sin duda inspirada en las antiguas imágenes de Antínoo. Dado que casi todas las representaciones de Antínoo fueron desenterradas en época más tardía, lo más probable es que tanto Rafael como el ejecutor de la escultura, Lorenzo Giovanni di Ludovico, se hubieren inspirado en el Antínoo Farnesio, ya conocido por entonces, que formaba parte en esa época de la colección de Agostino Chigi, y que actualmente se encuentra en el Museo Nacional de Nápoles. 

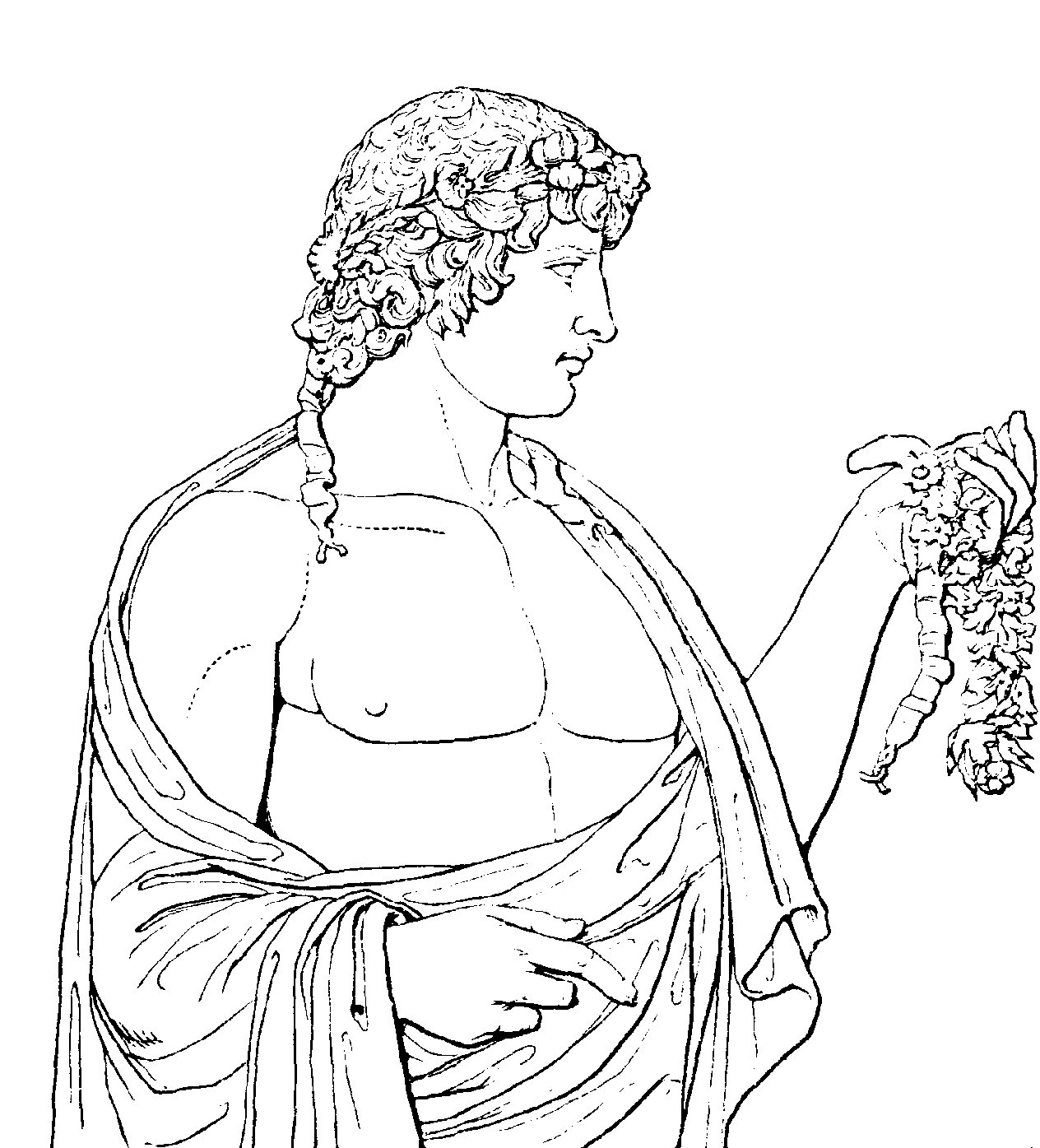
Relieve de Villa Albani, dibujo del.

En 1734 fue desenterrado en las cercanías de la Villa Adriana un relieve conocido como Relieve de Villa Albani. Desde poco después de su descubrimiento, fue considerado en los círculos especializados una obra de arte de especial importancia. 

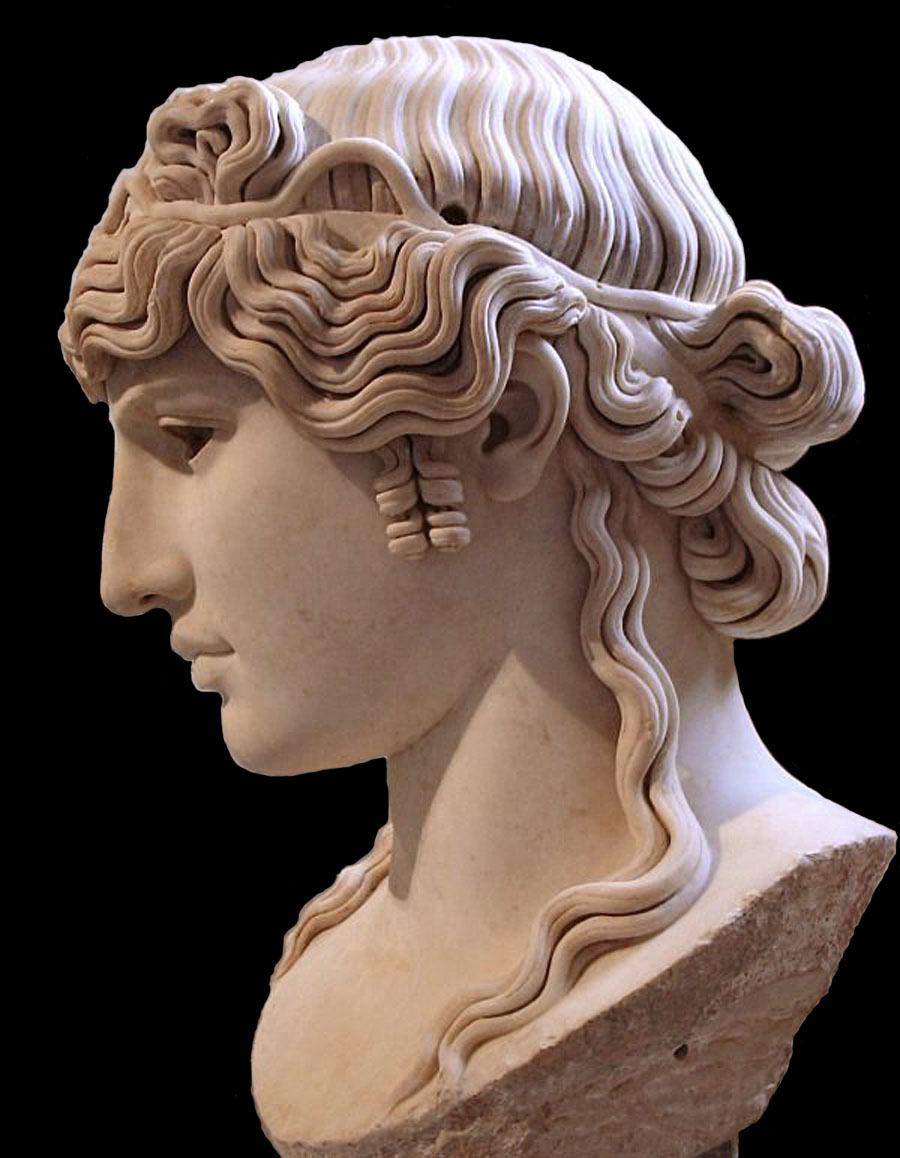
Cabeza Mondragone de perfil (Museo del Louvre).

Junto con la Cabeza Mondragone, otro retrato de Antínoo, el relieve fue considerado por Winckelmann como «la gloria y la corona del arte de este y de todos los tiempos». El relieve muestra con claridad rasgos individuales de Antínoo. Por el contrario, la Cabeza Mondragone es un ejemplo de representación idealizada. La cabeza formaba parte probablemente de una colosal estatua de Antínoo, destinada a su culto. El personaje es mostrado aquí como Dionisos-Osiris, portando una diadema, tal vez un uraeus. La cabeza fue hallada en 1720 y expuesta en un principio en la Villa Mondragone, cerca de Frascati, razón por la que es conocida con este nombre. Winckelmann la describió como, «después de la del Apolo del Vaticano y el Laoconte, la más hermosa que ha llegado hasta nosotros». Winckelmann reconoció acertadamente estas dos obras como de época de Adriano, y basadas en modelos griegos clásicos. 
Desde la segunda mitad del siglo XVI hasta finales del XIX se difundieron mucho los bustos y estatuillas de Antínoo, generalmente en bronce. Muchas de estas miniaturas, obras derivadas orientadas a satisfacer el gusto de la época, son consideradas kitsch desde el punto de vista actual.

### Antínoo en la literatura
Sin embargo, la influencia de Antínoo y de su relación con Adriano no se reduce al arte antiguo y a su recreación y nueva interpretación. Si bien el interés despertado por el personaje en el mundo de la literatura fue bastante tardío y solo se inició en las décadas finales del siglo XIX, son varios los autores que se han ocupado de Antínoo, entre ellos la muy conocida escritora belga Marguerite Yourcenar, autora de la célebre novela histórica Memorias de Adriano (1951), en la que, al final de su vida, el emperador relata, entre otros muchos recuerdos, el intenso amor que sintió por Antínoo y su trágica muerte.
Otras novelas que se han ocupado del personaje son Antinous. Historischer Roman aus der römischen Kaiserzeit (1880), de George Taylor; Antinous, des Kaisers Liebling. Ein Seelengemälde aus dem Alterthume (1888), de Oscar Linkes; Der Kaiser (1890) del egiptólogo alemán Georg Ebers; Antinous oder die Reise eines Kaisers (1955), de Ernst Sommers; y Antinous, Geliebter! Ein Schicksalsjahr für Kaiser Hadrian, de Ulrich Stöwer (1967). Entre las más recientes está Memorias de Antínoo (2000), del argentino Daniel Herrendorf.
La trágica historia de Antínoo ha sido también fuente de inspiración para numerosos poetas, entre los que destaca sobre todo el portugués Fernando Pessoa. Su poema Antinous, escrito en inglés, se publicó en 1918.  Oscar Wilde aludió también a Antínoo en unos versos de su poema The Sphinx (La esfinge):

Sing to me of that odorous green eve when crouching by the marge

You heard from Adrian's gilded barge the laughter of Antinous

And lapped the stream and fed your drouth and watched with hot and hungry stare

The ivory body of that rare young slave with his pomegranate mouth!
Háblame de aquel verde y oloroso atardecer, cuando tendida junto a la ribera

Escuchaste la risa de Antinoo desde la barca dorada de Adriano

Y cómo lamiste la corriente calmando tu sed y contemplaste con ardor y avidez

El cuerpo de marfil de aquel joven y singular esclavo, ¡con una granada en los labios!
Original en inglés y traducción al español

### Antínoo en la televisión
A principios de mayo de 2016, la cadena italiana RAI emitió un documental sobre las extrañas circunstancias en las que falleció el preferido del emperador. Cristoforo Gorno plantea las numerosas hipótesis sobre el trágico acontecimiento de la caída del bello joven en el crucero del Nilo: accidente, homicidio o sacrificio voluntario.

## Exposiciones
En los últimos años, Antínoo ha vuelto a ser centro de atención del mundo académico gracias a dos exposiciones. Una de ellas, titulada Antinoos – Geliebter und Gott ('Antínoo, amado y dios') tuvo lugar en el Museo de Pérgamo de Berlín, del 3 de diciembre de 2004 al 1 de mayo de 2005. El Instituto Henry Moore organizó también otra exposición en la ciudad de Leeds con el título de Antinous: the face of the Antique ('Antínoo: el rostro de la antigüedad'), entre el 25 de mayo y el 26 de agosto de 2007.